# Лилье, Михаил Иванович
Михаил Иванович Лилье (10 февраля 1868 — 10 мая 1941) — русский военный инженер, автор воспоминаний.

## Биография
Закончил Владимирский Киевский кадетский корпус, Константиновское артиллерийское училище, Николаевское инженерное училище.
Получал последовательно звания поручика (1892 г.), штабс-капитана (1896 г.), капитана (1898 г.), подполковника (1908) и полковника в 1917 году «за усердную службу».
Начал службу 13 сентября 1887 года после окончания Константиновского артиллерийского училища, юнкером. В 1888 году произведён в унтер-офицеры. Учёбу в Николаевском инженерном училище начал 14 октября 1889 года. По его окончании произведен в подпоручики с назначением в 6-й саперный батальон 10 апреля 1890 года.
1 августа 1893 года командирован в Николаевскую инженерную академию. Окончил академию 7 июня 1896 года и был назначен в распоряжение начальника инженеров Московского военного округа. 5 апреля 1898 года назначен в распоряжение начальника инженеров Приамурского военного округа. В числе офицеров Управления заведующего инженерной частью на Квантунском полуострове командирован в Порт-Артур 29 октября 1898 года. Зачислен в штаб Владивостокского крепостного инженерного управления с оставлением в числе прикомандированных офицеров 9 апреля 1899 года. Назначен руководителем работ Квантунского областного инженерного управления 27 декабря 1900 года.
27 января 1904 года назначен в распоряжение начальника инженеров крепости Порт-Артур и находился в составе Порт-Артурского инженерного управления во все время обороны крепости. В апреле 1905 года назначен в распоряжение начальника инженеров Петербургского военного округа. С октября находился в распоряжении начальника инженеров Кронштадтской крепости. 21 февраля 1906 года назначен в штат обер-офицеров 2-й Санкт-Петербургской инженерной дистанции. Через некоторое время переведен на должность начальника Новгородской инженерной дистанции. 22 июня 1910 года назначен председателем ремонтного комитета Санкт-Петербургского инженерного управления.
Высочайшим приказом от 14 мая 1912 года уволен в отставку.
Приказом главнокомандующего армиями Северного фронта Рузского и в связи с собственным желанием определён на службу с зачислением в число чинов резерва при Управлении инспектора инженерной части Петроградского военного округа 12 декабря 1915 года, назначен старшим производителем работ 1-го строительства укрепленных позиций Северного фронта в Финляндии. Переведён в управление 2-го строительства в 1916 году.
Уволен в отставку по собственному желанию 16 декабря 1917 года.
В 1917 году эмигрировал в Польшу, а затем во Францию. Преподавал на Военно-технических курсах, открытых в Париже в сентябре 1930 года по программе Николаевской инженерной академии.
Скончался 10 мая 1941 года, похоронен на русском участке кладбища Сент-Женевьев-де-Буа.

## Награды
Св. Владимира IV ст. с мечами и бантом (18 марта 1907 г.), Св. Анны II ст. с мечами (11 сент. 1905 г.), Св. Станислава III ст. с мечами и бантом (15 мая 1901 г.), Св. Станислава III ст. (27 дек. 1900 г.), медали: серебряную на Александровской ленте в память царствования императора Александра III (1896 г.), офицерский крест французских колоний Камбоджи (1901 г.), за Китайский поход 1900—1901 годов и осаду Порт-Артура.

## Сочинения
- Дневник осады Порт-Артура. — М.: Центрполиграф, 2002.